# まちドラ〜東京OL処世術〜
「まちドラ〜東京OL処世術〜」（まちドラ〜とうきょうオーエルしょせいじゅつ〜）は、TBSテレビで放送されていたミニ番組である。ネスレ日本の一社提供。
番組サイト内で過去の回も含め配信を行っている。

## 番組内容
東京で働く女性を対象としたアンケートをベースとしたミニドラマを展開する。
ドラマの中では、にしおかすみこがキットカットにメッセージを添えて同僚らに渡すシーンが用いられている。また番組内で流れるCMにも同様のシーンが含まれている。

## 出演者
- にしおかすみこ
- こばやし画伯（ヤポンスキー）
- 大熊ひろたか（シャカ）
- 松丸ホルモン（劇団シリフリ）
- 原リベロ（劇団シリフリ）
- 朝倉伸二